# Phytolacca decandra
Phytolacca decandra es una planta de la familia Phytolaccaceae natural de Norteamérica donde crece en terrenos abandonados, bordes de caminos y sobre todo en lugares húmedos.
Es considerada un sinónimo de Phytolacca americana.

## Características
Es una planta que alcanza los 3 metros de altura con raíz perenne de gran tamaño, carnosa y con numerosas raicillas. El tallo anual, hueco y ramificado. Las hojas son alternas, ovales-lanceoladas y grandes (de 10 cm de largo por 5 cm de ancho), enteras y con nervaciones. Las flores, muy numerosas, son blancas o rosadas y se agrupan en racimos opuestos a las hojas. No tienen pétalos sino cinco sépalos de color verde claro. El fruto es una baya parecida a la mora, de color rojo que cambia a negro al madurar, contiene en su interior las semillas.

## Propiedades
- Los tallos jóvenes se comen como espárragos. acelera el metabolismo
- Posee propiedades espermicidas por lo que se utiliza como anticonceptivo.
- Las aplicaciones muy concentradas (jugo, cataplasmas, decocciones) pueden producir irritación en la piel y erupciones.
- Al ser tóxico está desaconsejado su uso ya que puede provocar vómitos y diarreas.

## Nombres comunes
Castellano: espinaca de Indias,  fitolaca,  granilla,  hierba carmín,  hierba de la oblea,  mechoacan, tintilla, uva de América.